# 1976 у Миколаєві
| Роки в Миколаєві ← • 1901 • 1902 • 1903 • 1904 • 1905 • 1906 • 1907 • 1908 • 1909 • 1910 • 1911 • 1912 • 1913 • 1914 • 1915 • 1916 • 1917 • 1918 • 1919 • 1920 • 1921 • 1922 • 1923 • 1924 • 1925 • 1926 • 1927 • 1928 • 1929 • 1930 • 1931 • 1932 • 1933 • 1934 • 1935 • 1936 • 1937 • 1938 • 1939 • 1940 • 1941 • 1942 • 1943 • 1944 • 1945 • 1946 • 1947 • 1948 • 1949 • 1950 • 1951 • 1952 • 1953 • 1954 • 1955 • 1956 • 1957 • 1958 • 1959 • 1960 • 1961 • 1962 • 1963 • 1964 • 1965 • 1966 • 1967 • 1968 • 1969 • 1970 • 1971 • 1972 • 1973 • 1974 • 1975 • 1976 • 1977 • 1978 • 1979 • 1980 • 1981 • 1982 • 1983 • 1984 • 1985 • 1986 • 1987 • 1988 • 1989 • 1990 • 1991 • 1992 • 1993 • 1994 • 1995 • 1996 • 1997 • 1998 • 1999 • 2000 • → |

1976 у Миколаєві — список важливих подій, що відбулись у 1976 році в Миколаєві. Також подано перелік відомих осіб, пов'язаних з містом, що народились або померли цього року, отримали почесні звання від міста.

## Події

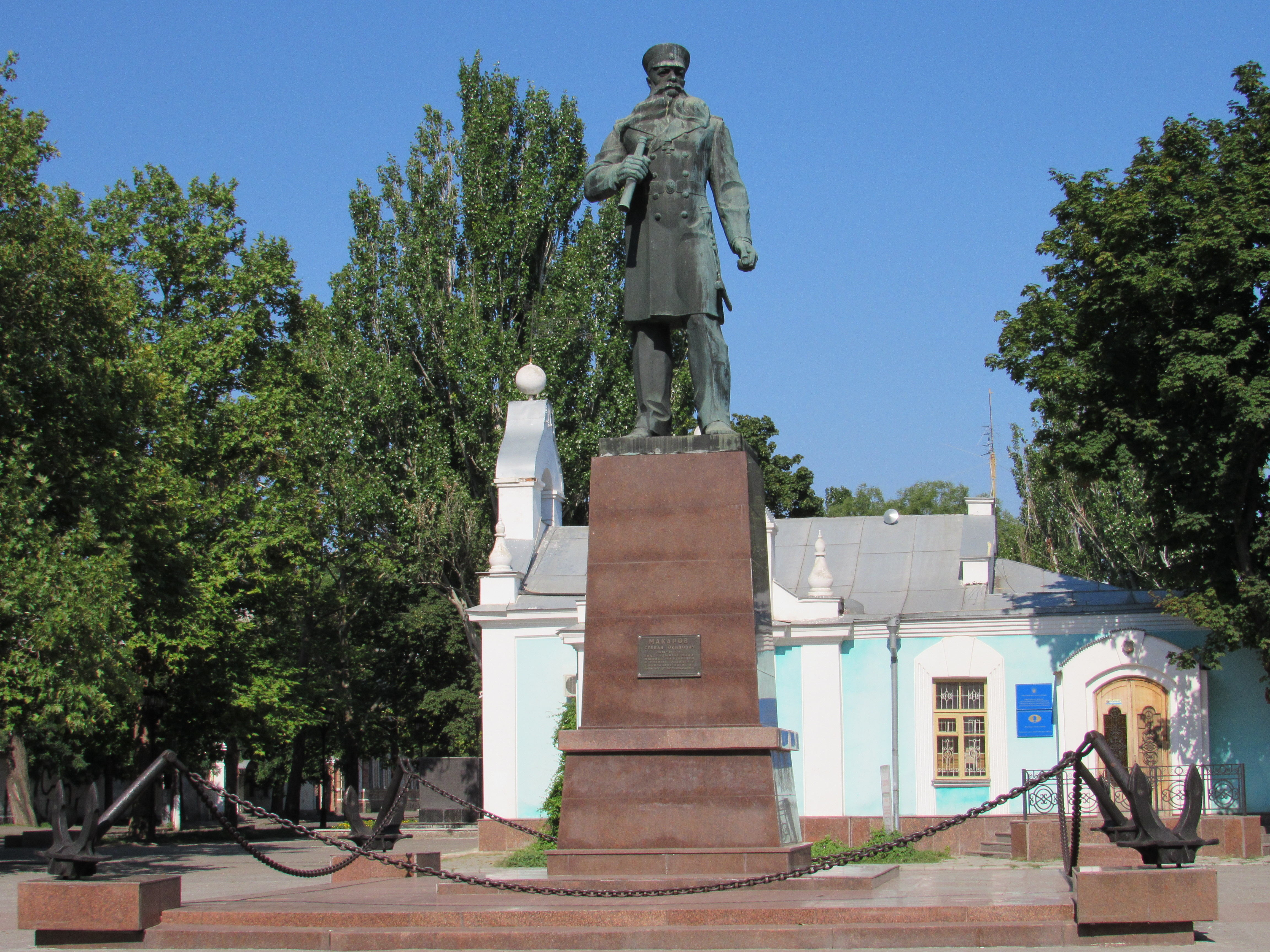
Пам'ятник адміралу Макарову

- На Флотському бульварі, що до кінця 1970-х років носив ім'я адмірала Макарова (Бульвар адмірала Макарова або скорочено — «БАМ», як дотепер звуть його миколаївці), встановлений сучасний пам'ятник Степану Осиповичу Макарову. У цьому ж році сам бульвар був реконструйований та отримав сучасну назву.
- 28 березня на перетині Центрального проспекту з вулицею 6-ю Слобідською споруджено пам'ятник воїнам-танкістам. На постаменті встановлена бойова машина — танк Т-34, що увічнив подвиг танкістів 2-го гвардійського механізованого корпусу, який 28 березня 1944 року під командуванням генерал-лейтенанта К. В. Свиридова прорвав оборону ворога, і в районі Слобідських вулиць вийшли на південно-східну околицю Миколаєва. Номер танку «283» символізує дату визволення Миколаєва 28 березня 1944 року.
- Курортна вулиця названа на честь міністра суднобудівної промисловості СРСР Бориса Бутоми. У 2016 році у зв'язку з декомунізацією вулиці повернули історичну назву.
- Завершилося будівництво нового навчального корпусу залізничного технікуму, який отримав ім'я академіка Володимира Миколайовича Образцова[1].

## Особи

### Очільники
- Голова виконавчого комітету Миколаївської міської ради — Іван Канаєв.
- 1-й секретар Миколаївського міського комітету КПУ — Едуард Шорін.

### Почесні громадяни
- У 1976 році звання Почесного громадянина Миколаєва не присвоювалось.

### Народились
- Стьопіна Віта Іванівна (нар. 21 лютого 1976, Запоріжжя) — українська легкоатлетка, яка спеціалізується на стрибках у висоту, призер Олімпійських ігор. Мешкає у Миколаєві.
- Мовчан Олена Дмитрівна (нар. 17 серпня 1976, м. Миколаїв) — українська спортсменка, яка спеціалізується у стрибках на батуті, заслужений майстер спорту України. Триразова чемпіонка Всесвітніх ігор з неолімпійських видів спорту.
- Жук Микола Васильович (нар. 26 листопада 1976 р., м. Миколаїв, Україна) — Народний депутат України 7-го скликання.
- Меріков Вадим Іванович (нар. 23 лютого 1976) — український політичний діяч, народний депутат України VII скликання, голова Миколаївської обласної державної адміністрації (з 28 липня 2014 до 24 червня 2016.
- Курач Валерій Адамович (12 червня 1976) — український військовик, полковник запасу, учасник російсько-української війни. Командир 79-ї окремої десантно-штурмової бригади Збройних Сил України (2016—2019).
- Смоляр Олександр Васильович (нар. 22 лютого 1976, с. Тіньки, Чигиринський район, Черкаська область — пом. 23 серпня 2014 Лисиче, Амвросіївський район, Донецька область) — український військовик, підполковник (посмертно), начальник комунально-експлуатаційної служби 19-го миколаївського полку охорони громадського порядку Національної гвардії України. (в/ч 3039). Кавалер ордена «За мужність» ІІІ ступеня.
- Барський Олег Миколайович (нар. 14 червня 1976, Миколаїв — пом. 17 липня 2014, Маринівка, Шахтарський район) — солдат Збройних сил України. Гранатометник 79-ї окремої аеромобільної бригади, учасник російсько-української війни. Кавалер ордена «За мужність» ІІІ ступеня.
- Ляшенко Олег Володимирович (нар. 22 серпня 1976, Миколаїв) — колишній український футболіст, захисник.
- Комар Андрій Анатолійович (нар. 10 лютого 1976, Миколаїв) — український фехтувальник на візках, (шпага, рапіра), чемпіон (шпага) та бронзовий призер (рапіра) Паралімпійських ігор, срібний призер (шпага) чемпіонату світу, чемпіон (рапіра), срібний призер (рапіра) та бронзовий (шпага) призер чемпіонатів Європи.
- Подліпнюк Андрій Іванович ({н}} 10 грудня 1976, Миколаїв, Українська РСР — пом. 11 листопада 2016, смт. Луганське, Бахмутський район, Донецька область, Україна) — сержант 54-ї окремої механізованої бригади Збройних Сил України, учасник війни на Сході України. Кавалер ордена «За мужність» ІІІ ступеня.
- Вождєв Павло Олександрович (нар. 6 травня 1976, Керч — пом. 18 липня 2016, Водяне) — старший сержант Збройних сил України, учасник російсько-української війни. Лицар ордена Богдана Хмельницького III ступеня. Мешкав та похований у Миколаєві.
- Кузьмін Андрій Володимирович (нар. 4 січня 1976) — український футболіст, арбітр та футбольний функціонер. З 2016 року займає посаду спортивного директора миколаївського «Суднобудівника».
- Галстян Овік Саргісович (нар. 7 вересня 1976, Ленінакан, Вірменська РСР) — радянський та український футболіст вірменського походження, виступав на позиції нападника. Адміністратор миколаївського «Суднобудівника».
- Гайду Олександр Васильович (нар. 28 січня 1976, м. Одеса) — український підприємець, політик, народний депутат IX скликання від партії Слуга народу. Виконавчий директор ТОВ «Вібо-Транс» у Миколаєві. 2011—2017 — керівник морського спеціалізованого порту «Ніка-Тера».

### Померли
- Півнюк Микола Володимирович (нар. 5 вересня 1917, Миколаїв (за іншими даними — Умань) — пом. 30 жовтня 1976, смт Понінка Полонського району Хмельницької області) — радянський військовий льотчик, Герой Радянського Союзу (1943), під час Німецько-радянської війни командир ланки 128-го ближньобомбардувального авіаційного полку Калінінського фронту.
- Ошенков Олег Олександрович (нар. 16 (27) травня 1911, Санкт-Петербург — пом. 10 травня 1976, Київ) — радянський футболіст та футбольний тренер. Тренував миколаївський «Суднобудівник» у 1960 та 1970 роках.
- Брайнін Яків Маркович (нар. 14 вересня 1899, Миколаїв — пом. 18 лютого 1976, Київ) — український радянський правознавець, доктор юридичних наук, професор.